# Pieris rapae

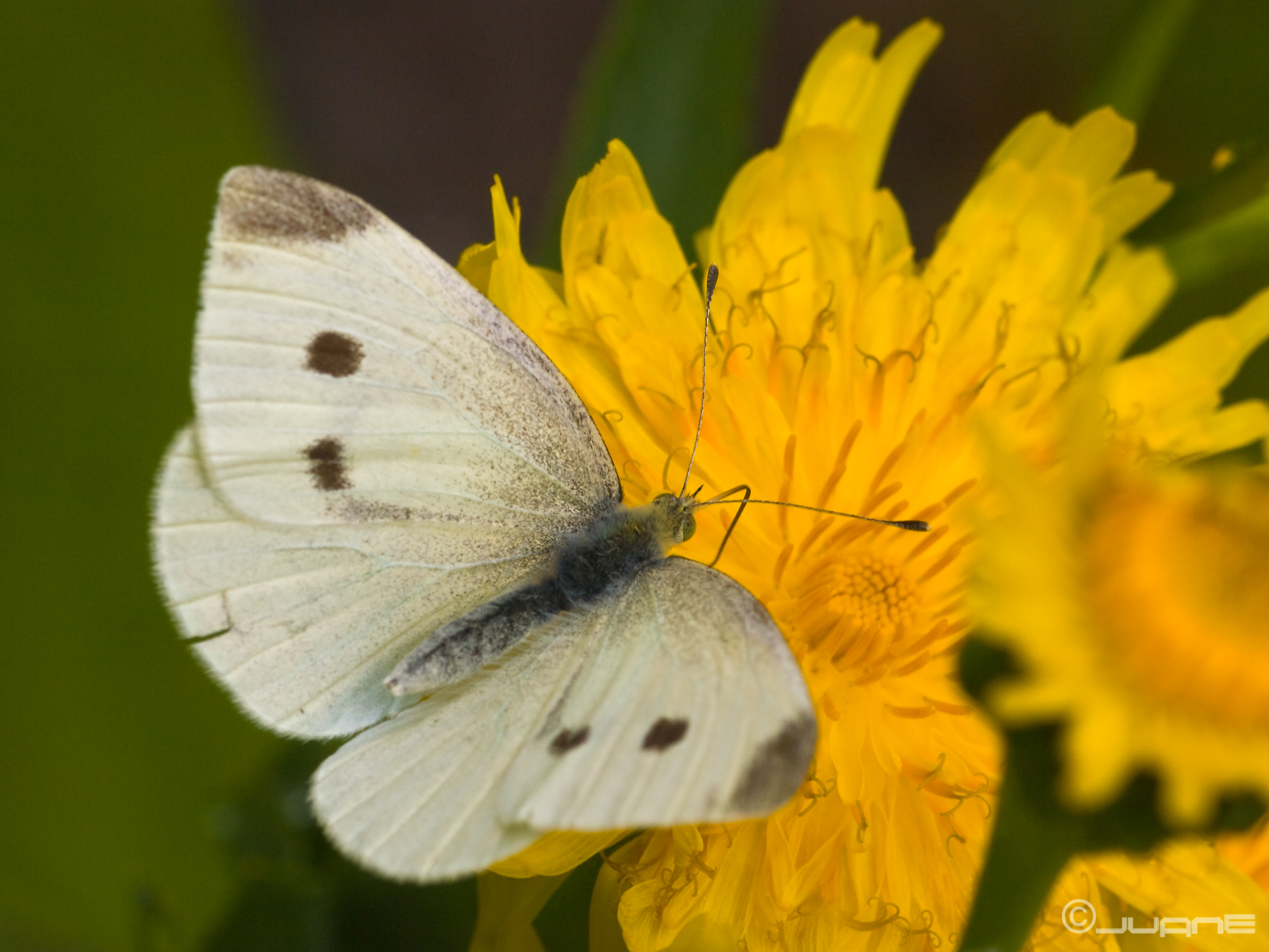
Femmina

La cavolaia minore o rapaiola (Pieris rapae (Linnaeus, 1758)), è un lepidottero appartenente alla famiglia Pieridae.

## Descrizione

### Adulto
È simile alla Pieride del biancospino, ma contraddistinta da dimensioni minori. La fascia apicale è estesa verso il basso fino alla VI venatura. La femmina presenta una sfumatura giallastra e due macchie nere sull'ala anteriore.
L'apertura in genere è di 50 - 60,5 mm.
Le generazioni dei mesi estivi presentano una colorazione più scura sulle parti superiori e sulle parti inferiori dell'ala posteriore, mentre le generazioni primaverili risultano più grigiastre.

### Uova

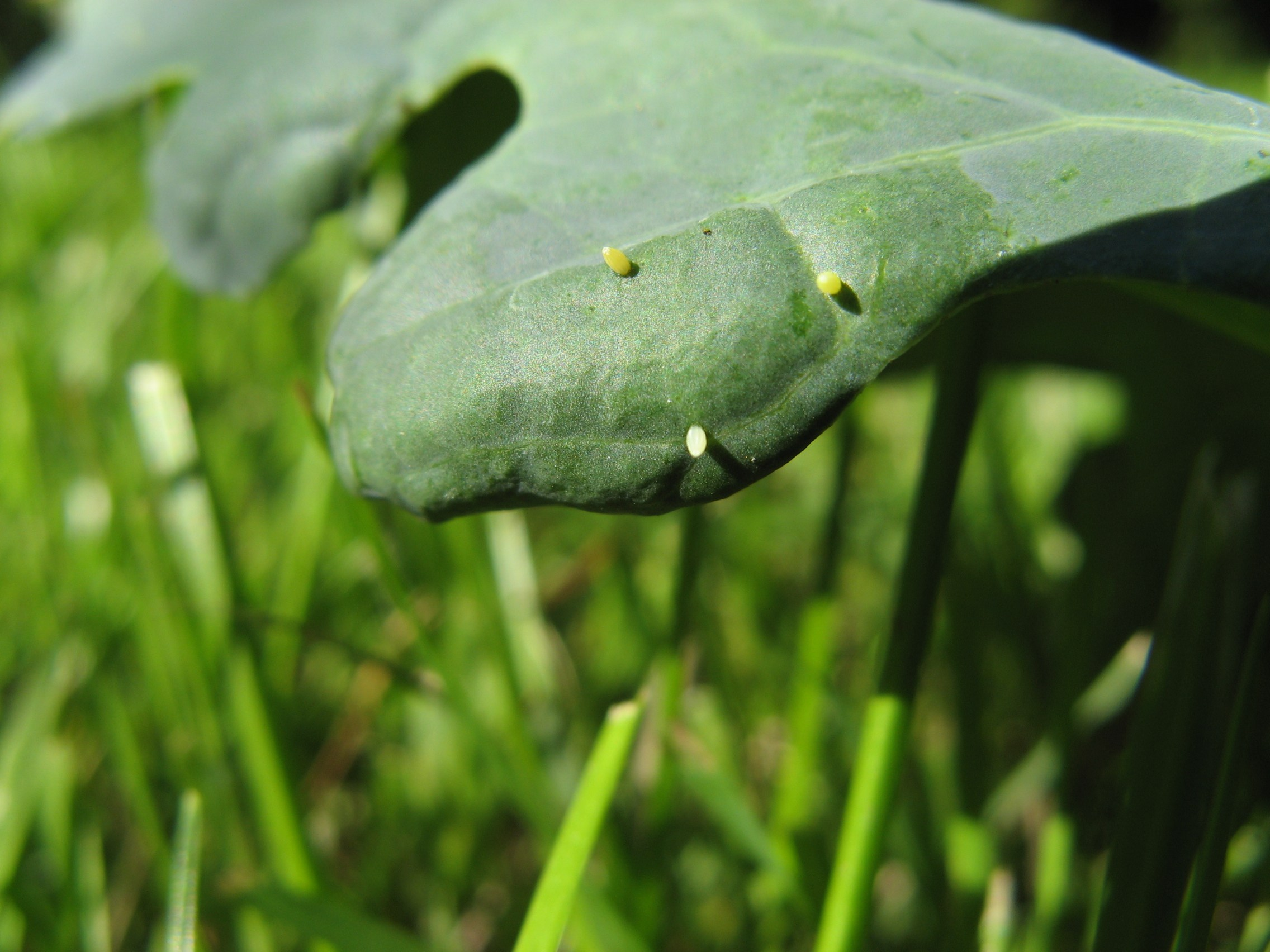
Uova di Pieris rapae

Si trovano, da marzo a ottobre, sulla pagina superiore o inferiore delle foglie.

### Larva

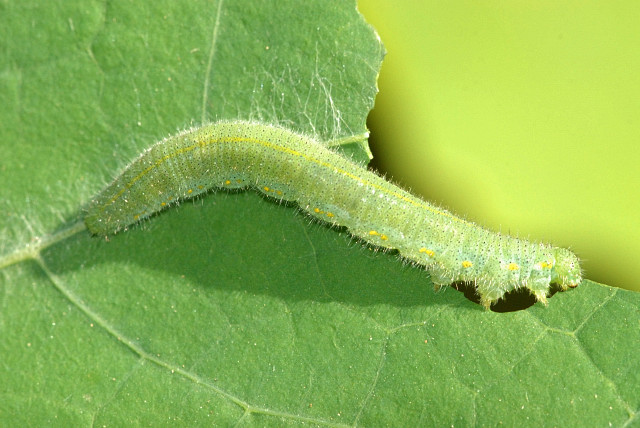
Larva

Le larve, di colorazione verde-giallognola, sono presenti tutto l'anno, ma solitamente da marzo a novembre, isolate e ben mimetizzate nella vegetazione. Il bruco risulta molto simile a quello di Pieris napi (Pieride del navone), da cui può essere distinto per la presenza di una linea gialla lungo il dorso, segnatamente nelle ultime deposizioni.

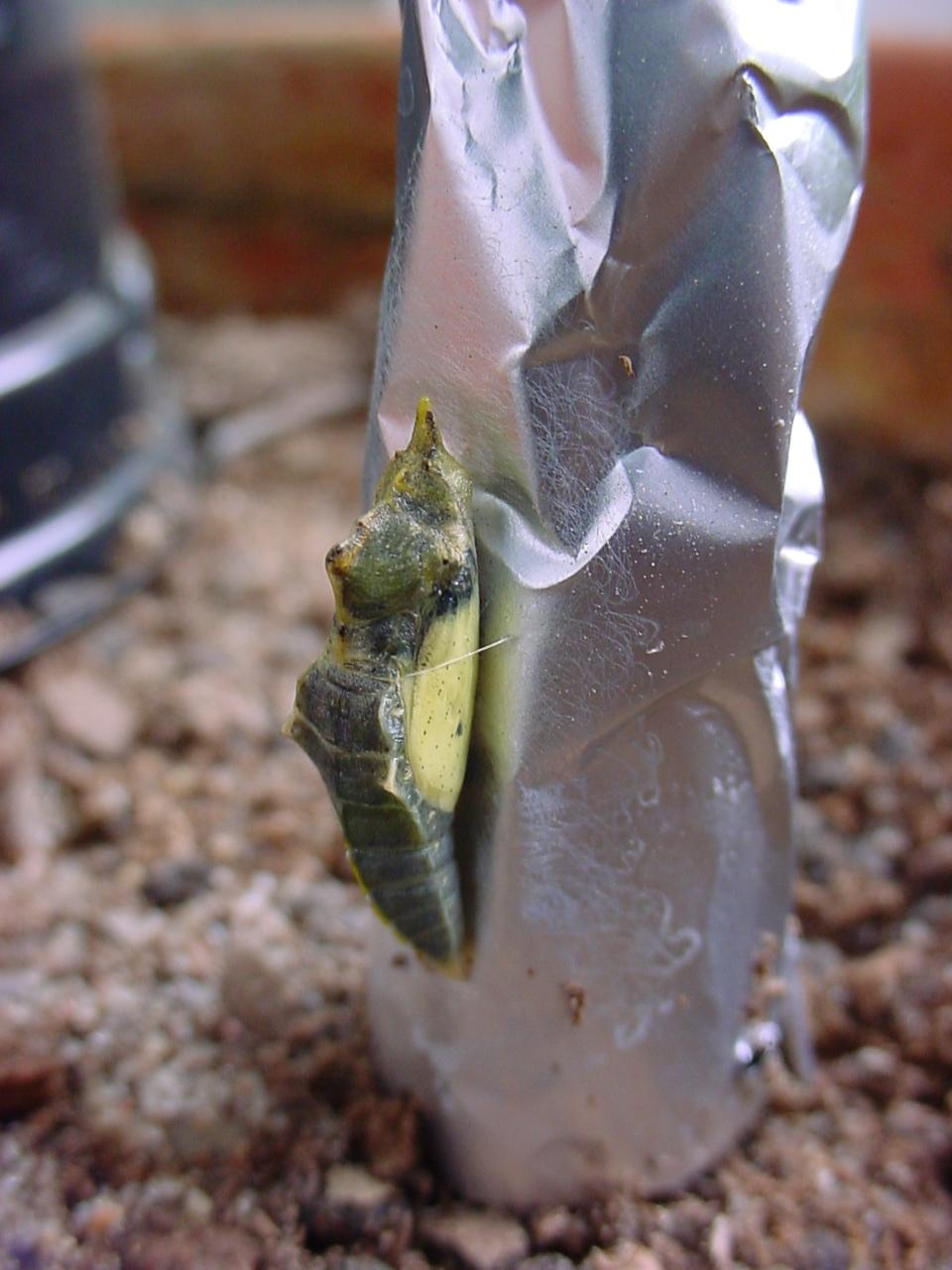
Pupa

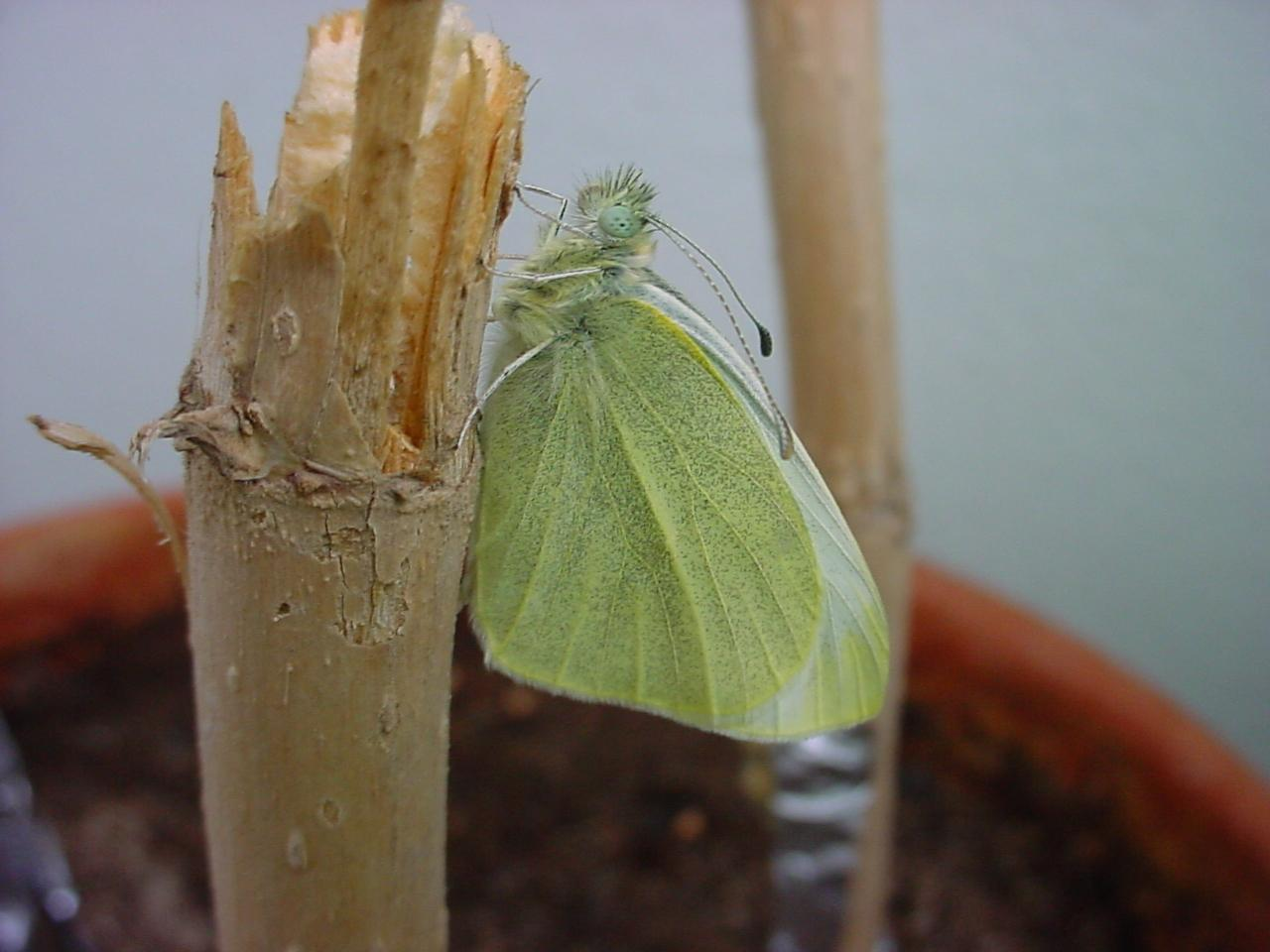
Giovane adulto

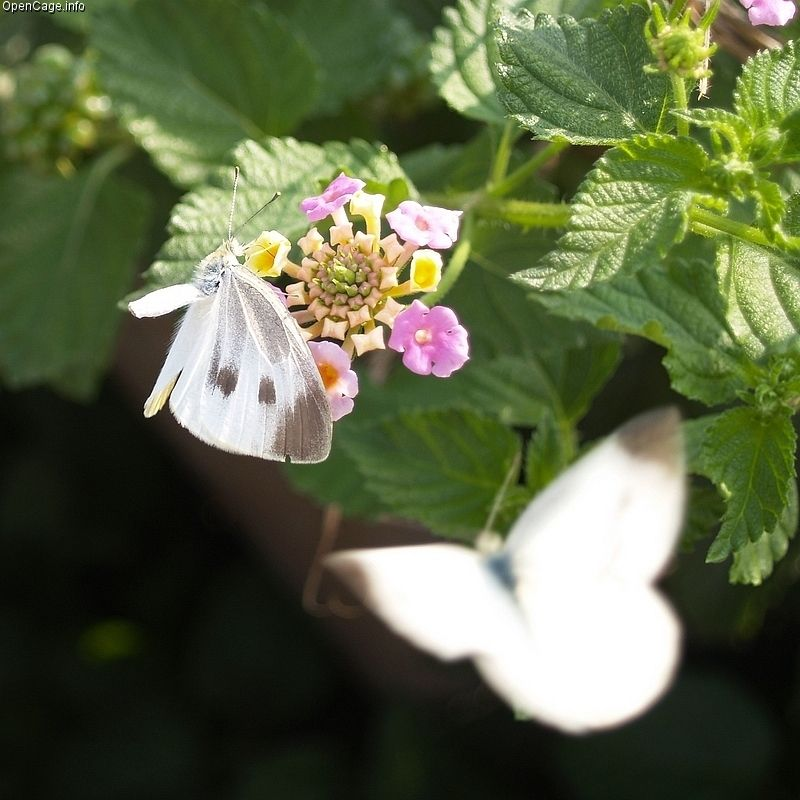
Maschio e femmina in fase di copula

### Pupa
Le pupe sono succinte e si possono trovare tutto l'anno, su ogni tipo di supporto verticale. La specie trascorre l'inverno sotto forma di pupa, ma se la stagione non è molto rigida, si possono trovare anche larve.

## Distribuzione e habitat
La specie è diffusa dall'Europa all'Africa del Nord e al Giappone. Alcuni esemplari sono stati introdotti in Nordamerica. Rinvenibile anche in Australia. Diffusa in tutta l'Italia.
È uno dei lepidotteri diurni più comuni e lo si può trovare su terreni incolti, giardini, aree fiorite in genere, ma anche ai bordi delle strade. La fascia altimetrica va dal livello del mare fino a 2000 m di quota in Europa centrale; in Italia si spinge fino a 2300 m.

## Biologia

### Periodo di volo
Da marzo a ottobre o novembre con 2-4 generazioni l'anno.

### Alimentazione
Il bruco si alimenta su varie specie, coltivate e non della famiglia Brassicaceae, tra cui
- Alyssum saxatile
- Arabis alpina
- Armoracia lapathifolia
- Barbarea vulgaris
- Brassica alboglabra
- Brassica campestris
- Brassica juncea
- Brassica napus
- Brassica napus v. napobrassica
- Brassica nigra
- Brassica oleracea
- Brassica rapa
- Cardamine pratensis
- Eruca vesicaria
- Hesperis matronalis
- Lepidium hyssopifolium
- Raphanus acanthiformis
- Raphanus sativus.

Vengono inoltre parassitate le foglie di altre specie come:
- Cleome spinosa (fam. Capparaceae)
- Crateva adansonii (fam. Capparaceae
- Nicotiana tabacum (fam. Solanaceae)
- Reseda odorata (fam. Resedaceae)
- Tropaeolum majus (fam. Tropaeolaceae).

## Tassonomia
Di seguito, alcune sottospecie di Pieris rapae, con relativo areale:
- Pieris rapae rapae (Linnaeus, 1756) (Europa e Nordamerica)
- Pieris rapae crucivora (Boisduval, 1836) (Amur, Ussuri, Sachalin)
- Pieris rapae debilis (Alpheraky, 1889) (Europa sudorientale, Tūrān, Tian Shan, Gissar, Darvaz, Alaj, Pamir)
- Pieris rapae deleta (Strand, 1901) (Europa settentrionale)
- Pieris rapae kenteana Rühl, 1893 (Altaj, Sajany, Transbajkalia, Estremo oriente, Kamčatka)
- Pieris rapae mauretanica Verity, 1908 (Nordafrica)
- Pieris rapae meleager (Hemming, 1934) (Kopet-Dagh e Monti Talysh)
- Pieris rapae transcaucasica (Stauder, 1925) (Caucaso e altopiani dell'Armenia)
- Pieris rapae yunnana Mell, 1943 (Cina meridionale)